# Cecilij Urban
Cecilij Urban (pravo ime Ludvik Oblak), slovenski bibliograf, prevajalec in pisatelj, * 17. december 1888, Trst, † 6. julij 1958, Moskva.

## Življenje in delo
Po končanem 6. razredu gimnazije v Trstu (1908) se je tu zaposlil kot črkostavec in nato korektor ter še istega leta iz političnih razlogov emigriral v Italijo, prevzel ime Cecilij Urban ter v Firencah študiral filologijo; decembra 1916 je stopil v srbsko vojsko, bil ranjen, se zdravil na otoku Krfu in nato v Italiji; po ozdravitvi je postal prevajalec v tiskovnem uradu srbskega veleposlaništva v Rimu; jeseni leta 1922 je (skupaj z ženo Anno Nikolajevno Kolpinsko, prof. za jezike, socialdemokratko) odšel v Moskvo in tu 1925 postal sovjetski državljan. V Sovjetski zvezi je bil 1922–1932 urednik, referent in bibliograf v moskovski Državni knjižni založbi, proučeval bibliotečne fonde in se specializiral za zahodno literaturo; 1933–1944 vodil znanstveno biblioteko Nikitskega botaničnega vrta na Krimu, od novembra 1935–1938 je bil znanstveni delavec Inštituta svetovne liteature Maksim Gorki v Moskvi, od 1938 pa tu glavni bibliotekar in bibliograf, skrbel za slovanske, nemške, italijanske in španske knjižne zbirke; leta 1953 se je upokojil.
Urban se je že od mladih let udejstvoval v javnem življenju, bil član dijaškega krožka v Trstu, pisal politične članke v slovenske social–demokratske ter italijanske liste. V Moskvi je večkrat predaval o slovenskem gledališču. Obvladal veliko jezikov (shrv., ruski, češki, bolg., italij., franc., špan., lat., starogrški, nem., angl.). Prevajal je v ruščino iz italijanščine in slovenščine, zlasti številna dela I. Cankarja. 
Kot bibliograf je sestavil dve temeljni deli (v času službovanja v Inšt. M. Gorki v Moskvi): Bibliografija prevodov italijanskega in španskega leposlovja v ruščino in Bibliografija prevodov ruskega leposlovja v italijanski in španski jezik.